# 西吉富村
西吉富村（にしよしとみむら）は、福岡県築上郡にあった村。現在の築上郡上毛町の一部。

## 地理
- 河川：佐井川、黒川[1]

## 歴史
- 1889年（明治22年）4月1日 - 町村制の施行により、上毛郡尻高村、矢方村、緒方村、成恒村、安雲村、大ノ瀬村、八ツ並村が合併して村制施行し、西吉富村が発足[1][2]。
- 1896年（明治29年）4月1日 - 郡の統合により築上郡の所属となる[1][3]。
- 1909年（明治42年）- 信用購買組合設立[1]
- 1915年（大正4年）- 電灯点灯[1]
- 1955年（昭和30年）3月1日 - 築上郡南吉富村と合併し新吉富村を新設して廃止された[1][2]。

## 交通
宇島鉄道が開設され駅も設置されたが、のちに廃止された。